# Psammobatis
Psammobatis là một chi cá đuối trong họ Rajidae. Chúng được tìm ở khu vực Đại Tây Dương và Thái Bình Dương đến phía nam Nam Mỹ.

## Loài
- Psammobatis bergi Marini, 1932
- Psammobatis extenta (Garman, 1913)
- Psammobatis lentiginosa McEachran, 1983
- Psammobatis normani McEachran, 1983
- Psammobatis parvacauda McEachran, 1983
- Psammobatis rudis Günther, 1870
- Psammobatis rutrum D. S. Jordan, 1891
- Psammobatis scobina (Philippi {Krumweide}, 1857)